# Eremnophila asperata
Eremnophila asperata är en biart som först beskrevs av W. Fox 1897.  Eremnophila asperata ingår i släktet Eremnophila och familjen grävsteklar. Inga underarter finns listade i Catalogue of Life.